# Liste des interstates au Massachusetts
Les Interstates au Massachusetts comptent cinq autoroutes principales et huit autoroutes auxiliaires. Elles sont entretenues par le Massachusetts Department of Transportation (MassDOT).

## Autoroutes principales
| Numéro | Longueur (mi) | Longueur (km) | Terminus sud / ouest                                         | Terminus nord / est                              | Créée | Notes                          |
| ------ | ------------- | ------------- | ------------------------------------------------------------ | ------------------------------------------------ | ----- | ------------------------------ |
| I-84   | 8,15          | 13,12         | I-84 à la frontière du Connecticut près de Sturbridge        | I-90 à Sturbridge                                | 1984  |                                |
| I-90   | 135,72        | 218,42        | I-90 à la frontière de l'État de New York à West Stockbridge | Route 1A à Boston                                | 1958  | Suit le Massachusetts Turnpike |
| I-91   | 54,99         | 88,50         | I-91 à la frontière du Connecticut à Springfield             | I-91 à la frontière du Vermont à Bernardston     | 1958  |                                |
| I-93   | 47,07         | 75,75         | I-95 / US 1 / Route 128 à Canton                             | I-93 à la frontière du New Hampshire à Methuen   | 1957  |                                |
| I-95   | 91,95         | 147,98        | I-95 à la frontière du Rhode Island à Attleboro              | I-95 à la frontière du New Hampshire à Salisbury | 1957  |                                |
|        |               |               |                                                              |                                                  |       |                                |

## Autoroutes auxiliaires
| Numéro | Longueur (mi) | Longueur (km) | Terminus sud / ouest                                      | Terminus nord / est        | Créée | Notes |
| ------ | ------------- | ------------- | --------------------------------------------------------- | -------------------------- | ----- | ----- |
| I-190  | 19,26         | 31,00         | I-290 à Worcester                                         | Route 2 à Leominster       | 1983  |       |
| I-195  | 40,73         | 65,55         | I-195 à la frontière du Rhode Island à Seekonk            | I-495 / Route 25 à Wareham | 1959  |       |
| I-290  | 20,16         | 32,44         | I-90 / I-395 à Auburn                                     | I-495 à Marlborough        | 1970  |       |
| I-291  | 5,44          | 8,75          | I-91 / US 20 à Springfield                                | I-90 à Chicopee            | 1972  |       |
| I-295  | 4,23          | 6,81          | I-295 à la frontière du Rhode Island à North Attleborough | I-95 à Attleboro           | 1969  |       |
| I-391  | 4,46          | 7,18          | I-91 à Chicopee                                           | High Street à Holyoke      | 1970  |       |
| I-395  | 11,91         | 19,17         | I-395 à la frontière du Connecticut à Webster             | I-290 à Auburn             | 1983  |       |
| I-495  | 121,56        | 195,63        | I-195 / Route 25 à Wareham                                | I-95 à Salisbury           | 1960  |       |
|        |               |               |                                                           |                            |       |       |